# Avimecc
La Avimecc SpA è una azienda del Gruppo Leocata, che cura integralmente l'intera filiera avicola. La sua sede è a Modica, nel Libero consorzio comunale di Ragusa.

## Storia
La storia del gruppo (che comprende le aziende Avimecc, Leocata Mangimi, Gilmac ed Avisp), che cura la filiera che va dai mangimi alla produzione di uova e carni, comincia nel 1971 con la nascita dell'Azienda Agricola Leocata & Cs.r.l. ad opera del barone Francesco Montalbano (presidente fino alla sua scomparsa) e di Michele Minardo, Giovanni Adamo, Emanuele, Carmelo, Antonino e Salvatore Leocata.
Montalbano nel 1947 fu pioniere della pollicoltura moderna in Sicilia mentre Carmelo Leocata era un concessionario di una ditta di mangimi. I due cominciarono a produrre foraggio per i propri allevamenti.
Nel 1981 la famiglia Leocata acquisisce buona parte delle quote Avimecc (fondata nel 1974 da Carmelo e Rosario Leocata) per poi ottenere la proprietà dell'intera azienda.
Nel 2001 viene creata, a pochi chilometri dal porto di Pozzallo, la ditta Gilmac per lo stoccaggio delle materie prime e viene inaugurato il laboratorio di microbiologia a supporto degli allevatori e delle aziende collegate al gruppo.
Nel 2006 l'impresa ha inaugurato l'incubatoio per pulcini (dotato di vaccinatrice in ovo), mentre nel 2010 viene fondata l'azienda Avisp addetta all’allevamento di polli da carne e riproduttori.
Nell'anno 2012 invece Avimecc si dota di AvimeccLab, il laboratorio di analisi per il controllo delle carni. Nel 2021 infine viene aperto lo stabilimento di produzione di panati e cotti e successivamente il reparto dedicato alla lavorazione delle carni rosse (tra cui salumi) che è andato quindi ad aggiungersi a quelli delle carni avicole e di coniglio.

## Incendio del 2016
Il 26 agosto 2016 un incendio, innescatosi nel locale caldaie, ha distrutto gli stabilimenti nella zona industriale Modica-Pozzallo. L'anno successivo, il 10 dicembre 2017, l'azienda ha inaugurato i nuovi impianti produttivi. Alla cerimonia ha partecipato anche il presidente della Regione Siciliana Nello Musumeci.
L'impresa ha subito danni per circa 40 milioni di euro ed alla riapertura la mascotte "Primo" (un pollo) ha accompagnato il claim "primi nei secondi" e lo slogan "Niente fumo, solo buon arrosto".